# Alex Datcher
Cynthia Alex Datcher  (* 6. Juni 1962 in Chicago, Illinois) ist eine US-amerikanische Schauspielerin.
Ihren wohl bekanntesten Auftritt hatte Alex Datcher 1992 im Spielfilm Passagier 57 als Stewardess an der Seite von Wesley Snipes. Daneben hatte Alex Datcher zahlreiche Gastauftritte in verschiedenen Fernsehserien, wie etwa in Raumschiff Enterprise: Das nächste Jahrhundert (1993) und In der Hitze der Nacht (1994).

## Filmografie (Auswahl)
- 1990: Die Schöne und das Biest (Beauty and the Beast, Fernsehserie, eine Folge)
- 1991: In Living Color (Fernsehserie, eine Folge)
- 1992: Im Bann des Voodoos (Netherworld)
- 1992: Inside Out III
- 1992: Passagier 57 (Passenger 57)
- 1992: Rage and Honor
- 1992–1993: Das Gesetz der Straße (Street Justice, Fernsehserie, zwei Folgen)
- 1993: Perry Mason und der Tote am Telefon (Perry Mason: The Case of the Telltale Talk Show Host, Fernsehfilm)
- 1993: Body Bags (Fernsehfilm)
- 1993: Raumschiff Enterprise: Das nächste Jahrhundert (Star Trek: The Next Generation, Fernsehserie, eine Folge)
- 1993: Echt super, Mr. Cooper (Hangin’ with Mr. Cooper, Fernsehserie eine Folge)
- 1994: In der Hitze der Nacht (In the Heat of the Night, Fernsehserie, eine Folge)
- 1994: Ein Vater für zwei (The Sinbad Show, Fernsehserie eine Folge)
- 1995: The Watcher – Das Auge von Vegas (The Watcher, Fernsehserie, eine Folge)
- 1995: Diagnose: Mord (Diagnosis Murder, Fernsehserie, eine Folge)
- 1995: The Expert – Kalt und gnadenlos (The Expert)
- 1995: Chaos! Schwiegersohn Junior im Gerichtssaal (Jury Duty)
- 1996: Sliders – Das Tor in eine fremde Dimension (Sliders, Fernsehserie, eine Folge)
- 1995: Martin (Fernsehserie, eine Folge)
- 1995: Sister, Sister (Fernsehserie eine Folge)
- 1996: Letzte Ausfahrt Erde (Last Exit to Earth, Fernsehfilm)
- 1996–1997: Good Behavior (Fernsehserie, 22 Folgen)
- 1997: Pretender (Fernsehserie eine Folge)
- 1997: Pressure Point – Im Auge des Terrors (Pressure Point)
- 1997: Pacific Blue – Die Strandpolizei (Pacific Blue, Fernsehserie, eine Folge)
- 1998: Brimstone (Fernsehserie, eine Folge)
- 1999: Mister Funky – Die Steve-Harvey-Show (The Steve Harvey Show, Fernsehserie, eine Folge)
- 2000: Superboy Scott (Up, Up, and Away!, Fernsehfilm)
- 2000: Grown Ups (Fernsehserie, eine Folge)
- 2000–2001: Highway to Hell – 18 Räder aus Stahl (18 Wheels of Justice, Fernsehserie, 5 Folgen)
- 2002: Alabama Dreams (Fernsehserie, eine Folge)
- 2002: Scorcher – Die Erde brennt (Scorcher)
- 2003: The Tracy Morgan Show (Fernsehserie, 1 Folge)
- 2005: Checking Out – Alles nach meinen Regeln (Checking Out)
- 2006: Night Stalker (Fernsehserie, eine Folge)
- 2006: Law & Order: Sport Utility Vehicle (Kurzfilm)
- 2015: The Jokesters
- 2020: Trek Untold (Fernsehserie, zwei Folgen)